# Гольдхабер, Суламифь
Суламифь Гольдхабер (англ. Sulamith Goldhaber), урождённая Лёв (англ. Sulamith Löw; 4 ноября 1923, Вена, — 11 декабря 1965, Мадрас) — специалистка по физике высоких энергий и молекулярной спектроскопии. Гольдхабер была экспертом мирового уровня по взаимодействию K+-мезонов с нуклонами. Она совершила множество открытий в этой области.

## Биография
Родилась 4 ноября 1923 г. в Вене (Австрия). Детство провела в Палестине, куда эмигрировала её семья. Училась в Еврейском университете в Иерусалиме, где встретила своего будущего мужа, физика Гершона Гольдхабера (брата физика-ядерщика Мориса Гольдхабера). В 1947 г. окончила университет со степенью магистра и в том же году заключила брак с Гершоном. Гольдхаберы переехали в США для работы над докторскими диссертациями в Висконсинском университете в Мэдисоне. Степени были получены в 1951 г.
Суламифь Гольдхабер получила гражданство США в 1953 г. Гольдхаберы переехали в Беркли (Калифорния) в 1953 г., когда Гершон получил работу доцента (assistant professor) в Калифорнийском университете. Несмотря на то, что Суламифь Гольдхабер раньше работала в области физической химии, она смогла перейти в физику высоких энергий и сотрудничать с мужем в работе над ядерными фотоэмульсиями. Гольдхаберы надеялись применить свой метод ядерных фотоэмульсий в недавно открытом Беватроне — самом высокоэнергетичном действующем ускорителе на тот момент. Именно благодаря своим методам они смогли наблюдать некоторые из первых известных реакций между K--мезонами и протонами. Используя Беватрон и эту методику ядерных фотоэмульсий, Суламифь Гольдхабер впервые наблюдала расщепление по массе заряженных сигма-гиперонов, а также первые ядерные взаимодействия с антипротоном.
В 1960-х Гольдхаберы поняли, что для продолжения исследований им надо использовать пузырьковую камеру вместо ядерной фотоэмульсии. Они вместе с Джорджем Триллингом организовали «Goldhaber-Trilling Group». Суламифь Гольдхабер быстро стала известным экспертом в физике водородных пузырьковых камер. У неё было много приглашённых докладов и выступлений на конференциях. Гольдхаберы первыми измерили спин каона и первыми изучили одновременное появление пар в резонансных состояниях. Также они изобрели треугольную диаграмму для использования в своих исследованиях.
Благодаря совершенному знанию своей области и красноречию, Суламифь Гольдхабер была широко востребована как докладчик на научных конференциях. В 1965 году на Рочестерской конференции она сделала исторический доклад, который обозначил переход в изучении странных частиц от экспериментов с космическими лучами к экспериментам на ускорителях. Осенью 1965 г. Гольдхаберы взяли саббатический отпуск для совершения кругосветного путешествия с посещением лабораторий физики высоких энергий и проведения лекций. Сначала они остановились в Оксфорде для посещения Европейской конференции по физике высоких энергий, проходящей раз в два года, а потом в ЦЕРН, так что Суламифь Гольдхабер могла обсудить методы автоматических измерений треков с помощью прибора Хафа-Пауэлла, находящегося в Университете в Беркли. Потом Гольдхаберы поехали в Анкару для проведения лекции и провели месяц в Институте Вейцмана, готовясь к лекциям, которые Суламифь должна была прочесть в Мадрасе (Индия).
В Мадрасе у Суламифи случился инсульт. Диагностическая операция показала растущую опухоль мозга. Суламифь умерла, не приходя в сознание, 11 декабря 1965 г.
У Суламифи и её мужа был один сын Амос.

## Награды
- участница почётного общества «Сигма Кси»[4]
- лауреат стипендии Гуггенхайма в 1964—1965 гг.[4][5]
- лауреат стипендии фонда Форда в 1960—1961 гг.[4]